# Zinaïda Joesoepova

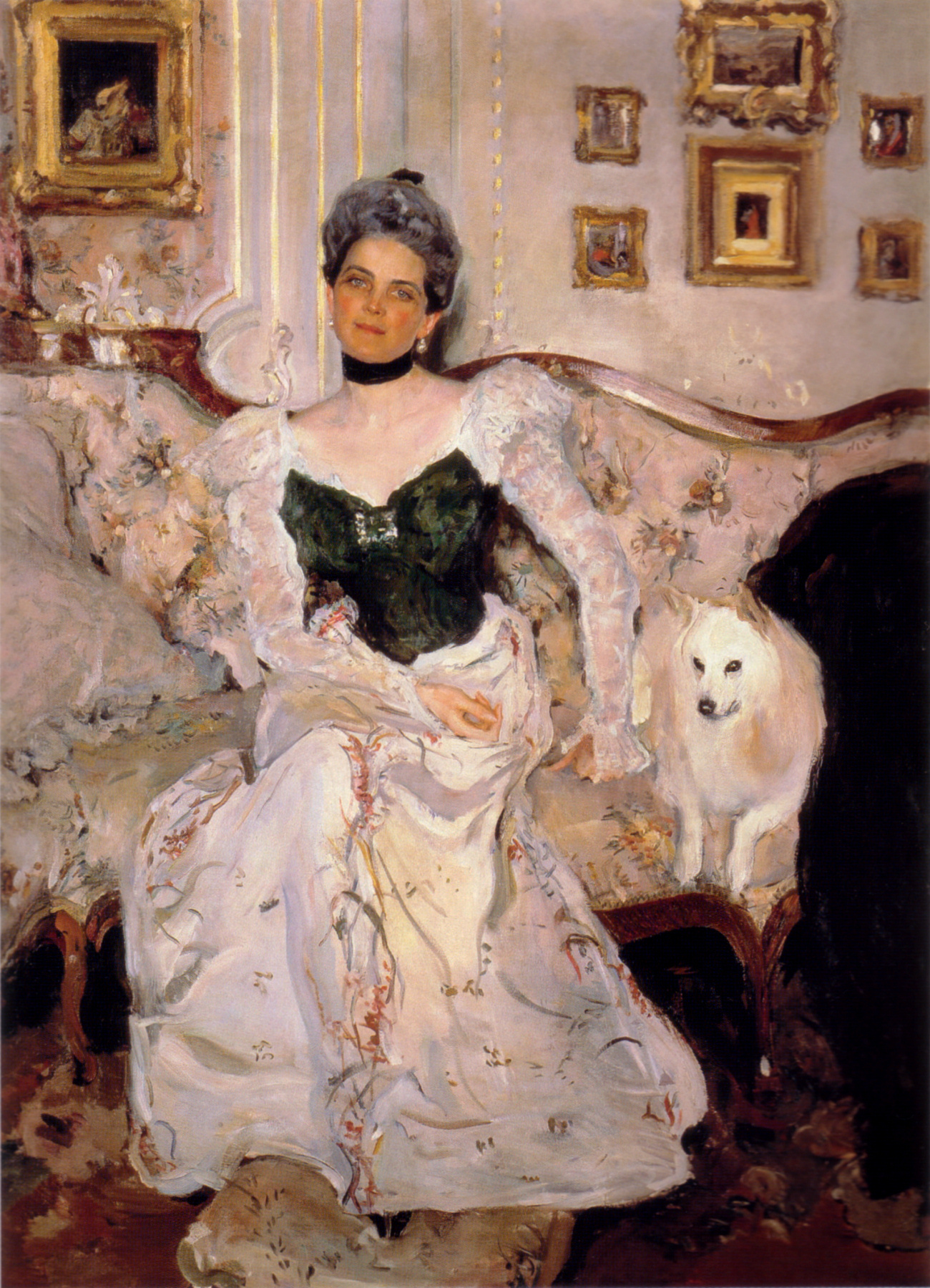
Prinses Zinaida Yusupova door Valentin Serov.

Prinses Zinaïda Nikolaijevna Joesoepova (Russisch: Зинаида Николаевна Юсупова) (Sint-Petersburg, 2 september 1861 — Parijs, 24 november 1939) was een vooraanstaand lid van de society van Sint-Petersburg. Ze was goed bevriend met de zussen tsarina Alexandra Fjodorovna en grootvorstin Elisabeth Fjodorovna, en werd vooral bekend als de moeder van prins Felix Joesoepov, de moordenaar van Grigori Raspoetin.

## Jeugd
Zinaïda was de tweede dochter van prins Nicolaas Joesoepov en gravin Tatjana Ribeaupierre. Haar vader was grootceremoniemeester aan het hof van tsaar Alexander II van Rusland. Ze was een afstammeling van de khans van het Krimkanaat te Bachtsjysaraj, die aan het eind van de 17e eeuw opgenomen werden aan het Russische hof. De familie was erg rijk, vanwege hun afkomst én door hun inkomsten uit mijnen en bonthandel. Ze hadden ook uitgestrekte gebieden in Siberië van het tsaristische hof gekregen. Vóór de Russische Revolutie werd hun vermogen op 350 miljoen dollar geschat, een rijkdom waar zelfs de tsarenfamilie jaloers op was.
Na het onverwachte overlijden van Zinaïda’s oudere zus, prinses Tatjana, werd Zinaïda erfgename van het grootste privé-fortuin in heel Rusland. Gecombineerd met haar geroemde schoonheid maakte dit Zinaïda tot het middelpunt van de hogere kringen van Sint-Petersburg. Ze werd regelmatig het hof gemaakt door erfgenamen van belangrijke Europese families, en ook onder de Romanovs waren er enkelen geïnteresseerd in haar, waaronder grootvorst Constantijn Konstantinovitsj, die een aantal van zijn liefdesgedichten aan Zinaïda opdroeg.

## Huwelijk
In plaats van een echtgenoot uit haar rijke en adellijke aanbidders te kiezen, werd prinses Zinaïda verliefd op de arme en onbelangrijke graaf Felix Elston-Soemarokov (1856-1928), een officier in de ridderwacht. Haar vader was tegen een huwelijk en gebood zijn dochter een geschiktere echtgenoot te vinden. Zinaïda was echter vastbesloten en trad op 4 april 1882 te Sint-Petersburg in het huwelijk met graaf Felix Elston-Soemarokov. Omdat Zinaïda de laatste uit haar geslacht was, nam Felix haar achternaam en de bijbehorende titel aan, zodat de naam niet uit zou sterven. Zinaïda en Felix verschilden erg van karakter: zij was erg verfijnd en hield ervan om het middelpunt van de Russische society te zijn, terwijl hij zich het meest thuis voelde in het leger. Ondanks deze verschillen hadden ze een goed huwelijk en bleven ze hun hele leven aan elkaar toegewijd.
Uit het huwelijk werden vier zonen geboren, van wie er twee de kindertijd overleefden: Prins Nicolaas (1883–1908) en prins Felix in (1887-1967). Ze hadden geen goede band met hun vader, die erg afstandelijk was en geen interesse in zijn kinderen toonde. Hun moeder echter gaf hen zo veel mogelijk liefde en hield veel van haar zonen.

## Een leven in rijkdom

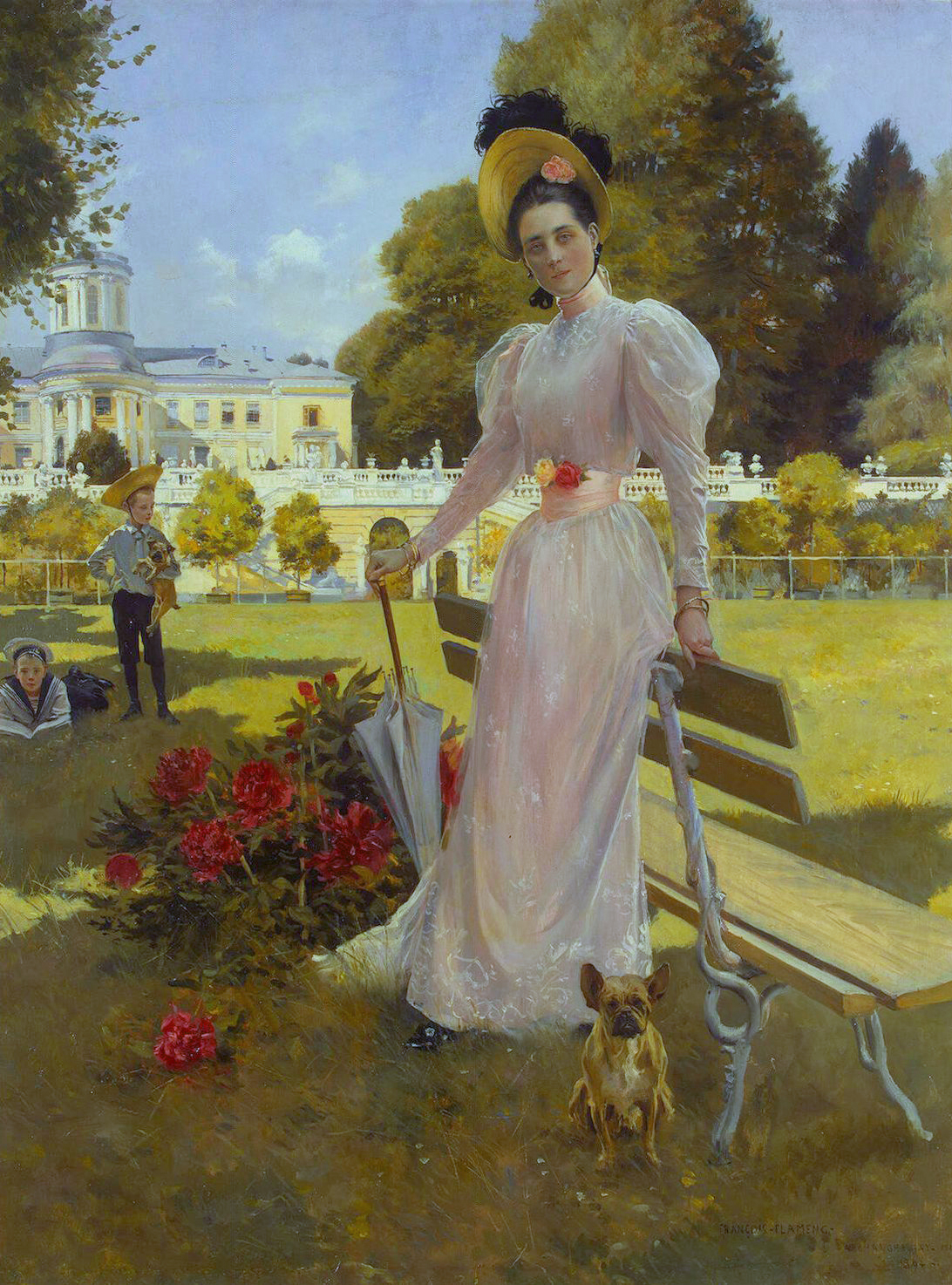
Zinaïda Joesoepova met twee zonen op landgoed Arkhangelskoye (François Flameng, 1894)

Het gezin woonde in Sint-Petersburg in een paleis aan de Mojka, een van vele landhuizen, paleizen, plattelandshuizen, herenhuizen, enz. Het huis was luxe ingericht; de meubelen kwamen uit paleizen als dat in Versailles en de muren werden gedecoreerd met schilderijen van onder andere Rembrandt, Tiepolo en Watteau. Aan een uiteinde van het paleis bevond zich een groot theater in de Lodewijk XV-stijl. Zinaïda huurde regelmatig balletten en orkesten in voor optredens en nodigde dan honderden gasten uit. Ook hield ze regelmatig indrukwekkende diners waar het glinsterde van het goud, zilver en diamanten die waren verwerkt in kleding, borden, kroonluchters en nog veel meer.
Maar Zinaïda wendde haar geld ook aan voor goede doelen. Ze bouwde voor haar bedienden en de mensen die op haar landgoederen leefden scholen, ziekenhuizen, huizen, een kerk en zelfs een theater. Dit was niet echt zeldzaam; veel rijke leden van de Russische adel zorgden op die manier voor de mensen op hun landgoederen. Maar Zinaïda besloot haar positie en geld aan te wenden om het lijden van veel meer Russische burgers te verzachten.
Een van Zinaïda’s plattelandshuizen lag aan de rivier buiten Moskou naast het paleis van grootvorst Sergej Aleksandrovitsj en grootvorstin Elisabeth Fjodorovna, met wie ze een goede band hadden. In 1886 werd graaf Felix benoemd tot adjudant van grootvorst Sergej Aleksandrovitsj. Elisabeth en Zinaïda raakten goed bevriend. Ze brachten uren met elkaar door en Zinaïda hielp Elisabeth bij haar bekering tot de Russisch-Orthodoxe Kerk. Zinaïda’s zoon Felix noemde Elisabeth altijd zijn ‘tweede moeder’ en zou zich zijn hele leven lang tot haar keren voor advies.

## Haar zonen
Ook ongeluk bleef Zinaïda niet bespaard. In 1907 werd haar oudste zoon, prins Nicolaas, verliefd op gravin Marina Heyden. Die was echter al verloofd met baron Arvid Manteufel. De gravin speelde haar minnaars zo tegen elkaar uit dat het tot een duel kwam, waarin de baron Nicolaas doodschoot. Hij was slechts 25 jaar oud. Zinaïda stortte in toen ze van zijn dood hoorde en was niet in staat naar zijn begrafenis te gaan. Ze bracht de daarop volgende jaren door in rouw. De enige die tot haar door kon dringen was grootvorstin Elisabeth.
Door de dood van Nicolaas werd zijn 21-jarige broer Felix de erfgenaam van het familiefortuin. Hij had tijdens zijn jeugd al zijn kindermeisjes en leraren weggejaagd met zijn oncontroleerbare gedrag en zijn ouders hadden hem uit wanhoop naar de Universiteit van Oxford gestuurd. Toen hij drie jaar later terugkeerde was hij een stuk rustiger. Dit was echter uiterlijke schijn. Hij gebruikte vaak opium en alcohol, en had veel affaires met vrouwen én mannen. Zinaïda stond erop dat haar zoon zou trouwen en werd daarin gesteund door haar vriendin, tsarina Alexandra Fjodorovna. Niet lang daarna werd hij verliefd op prinses Irina Aleksandrovna Romanova, de enige dochter van grootvorst Alexander Michajlovitsj en grootvorstin Xenia Aleksandrovna.

## Eerste Wereldoorlog
Zinaïda ging met haar echtgenoot, zoon en schoondochter op reis door Europa. Ze waren in Bad Kissingen, toen de Eerste Wereldoorlog uitbrak. Ze reisden naar Berlijn om met de Russische ambassade naar Sint-Petersburg te reizen. Het gezelschap werd echter gevangengenomen op bevel van keizer Wilhelm II van Duitsland. Irina nam daarop contact op met kroonprinses Cecilia van Pruisen, echtgenote van kroonprins Wilhelm van Pruisen, met de vraag of ze wilde bemiddelen met haar schoonvader. De keizer was echter niet bereid de Joesoepovs vrij te laten. Na tussenkomst van de Spaanse ambassadeur liet keizer Wilhelm hen alsnog gaan.
Tijdens de eerste maanden van de oorlog bekostigde Zinaïda verschillende privé-ziekenhuizen voor gewonde officieren en soldaten. Ze doneerde veel geld aan het Rode Kruis en stichtte een organisatie die achtergebleven families hielp in hun financieel onderhoud. In maart 1915 werd ze grootmoeder, toen Irina en Felix een dochtertje, Irina, kregen. Dit was een van de kleine lichtpuntjes in hun leven tijdens de oorlog.

### Opstand in Moskou
Tsaar Nicolaas II stelde graaf Felix aan als gouverneur-generaal en hoofd van het militaire district Moskou. Vanwege deze aanstelling verhuisden Zinaïda en Felix van Sint-Petersburg naar Moskou en verlieten dus hun zoon en schoondochter. In juni 1915 brak er een grote opstand uit in Moskou; de burgers eisten de dood van Raspoetin, de gevangenneming van de tsarina en het aftreden van de tsaar. De opstand trok op naar het klooster, dat grootvorstin Elisabeth na de moord op haar echtgenoot in 1905 had gesticht. De burgers schreeuwden om Elisabeth, die zus van tsarina Alexandra en dus ook van Duitse afkomst was. Na de komst van een tweede troep gewapende agenten wist Felix de opstand te bedwingen. Tsarina Alexandra Fjodorovna was woedend en eiste Felix’ ontslag. De tsaar besefte echter dat zulke opstanden overal in het land plaatsvonden en Felix dus niks te verwijten viel. Toen Felix en tsaar Nicolaas II later een gesprek hadden, adviseerde Felix de tsaar om de invloed van Raspoetin te beperken. Dit zou de binnenlandse gemoederen tot rust brengen. De tsaar ontsloeg Felix hierdoor alsnog.

### De moord op Raspoetin
Zinaïda en Felix keerden hierop niet terug naar Petrograd, maar trokken zich terug op hun landgoed in de Krim. Hier hadden ze achttien maanden lang een rustig leven, totdat prinses Zinaïda een dringende brief van grootvorstin Elisabeth ontving. Elisabeth smeekte haar de tsarina op te zoeken en haar ervan te overtuigen de invloed van Raspoetin terug te dringen. Elisabeth zelf had haar zus niet kunnen overtuigen. Zinaïda vertrok hierop naar Tsarskoje Selo. De tsarina luisterde echter ook niet naar haar en stuurde haar weg met de uitspraak: “Ik hoop je nooit meer te zien!”
Niet meer dan een maand later vermoordde Zinaïda’s zoon Felix Raspoetin met de hulp van zijn vriend, grootvorst Dimitri Paulovitsj. De tsaar verbande Felix en Dimitri. Felix verliet Petrograd met Irina en zijn dochter om zich op hun landgoed in Centraal-Rusland te vestigen. Zinaïda en haar echtgenoot voegde zich bij hen.

## Russische Revolutie
Na de Februarirevolutie in 1917 keerden alle Joesoepovs terug naar de hoofdstad en betrokken het paleis aan de Mojka weer. Het was echter een gevaarlijke tijd; er waren veel plunderingen en er werd vaak geschoten op straat. Prinses Zinaïda en haar familie keerden dan ook weer snel terug naar de Krim. Haar zoon Felix had het paleis aan de Mojka nog een vluchtig bezoek gebracht en enkele belangrijke schilderijen en familiejuwelen mee weten te nemen.
In april 1918 bezette Duitsland Oekraïne en een groot deel van de Krim. Duitsland was nog altijd in oorlog met Rusland en de Joesoepovs wisten niet of ze de Duitse bescherming moesten accepteren. Ze leefden vijftien maanden lang in deze onzekere situatie. Hun angst werd alleen maar groter, toen ze hoorden van de executie van de tsaar en zijn familie in Jekaterinenburg en de moord op verschillende andere Romanovs, waaronder grootvorstin Elisabeth. Zij was eerst vermoord door de bolsjewieken en vervolgens met zes andere familieleden in een mijnschacht gegooid. De gevangenen op de Krim bevatte een groot aantal angstige familieleden; naast de Joesoepovs werden ook Maria Fjodorovna (oud-tsarina en moeder van de tsaar), grootvorstin Xenia Aleksandrovna (zus van de tsaar) en haar gezin, grootvorstin Olga Aleksandrovna (zus van de tsaar) en haar gezin, grootvorst Nicolaas Nikolajevitsj (kleinzoon van tsaar Nicolaas I) en zijn gezin, en grootvorst Peter Nikolajevitsj (kleinzoon van tsaar Nicolaas I) en zijn gezin gevangen gehouden.
Aan het begin van 1919 stuurde de Britse koning George V op aandringen van zijn moeder, koningin Alexandra van Denemarken (een zus van oud-tsarina Maria Fjodorovna), het Britse slagschap HMS Marlborough naar de Krim. Dit schip bracht de gevangenen in veiligheid.

## In ballingschap
De Joesoepovs gingen in Malta aan land en reisden naar Rome, waar Zinaïda en haar echtgenoot een klein appartement van een vriend betrokken. Felix en Irina vertrokken naar Parijs en later naar Londen, maar lieten hun dochter bij Zinaïda achter. Terwijl Felix en Irina hun meegenomen bezittingen verkochten, trad Zinaïda op als surrogaatmoeder voor de kleine Irina. Felix en Irina zagen hun dochter zelden.
In 1928 stierf graaf Felix. Hij had zich al lang niet goed gevoeld en zijn echtgenote had voor hem gezorgd tijdens de laatste fase van zijn ziekte, terwijl ze haar kleindochter ook nog opvoedde. De dood van haar echtgenoot was een grote klap voor Zinaïda. Ze verhuisde naar Parijs bij haar zoon en schoondochter. Ze vormden twee jaar lang een gelukkig gezin. In het begin van de jaren 30 kreeg Zinaïda een hartaanval en haar zoon Felix schraapte met moeite het geld bij elkaar om voor haar een zuster in te huren. Hij had al zijn geld weggegeven om Russische immigranten te helpen. Na een tweede aanval raakte ze gedeeltelijk verlamd, waardoor ze amper kon spreken. Felix kon niet meer voor zijn moeder zorgen en stuurde haar naar een verzorgingstehuis voor Russische bannelingen in Sèvres. Hier stierf prinses Zinaïda Joesoepov op 24 november 1939, ver weg van de pracht en praal die haar wereld ooit vorm had gegeven. Ze werd naast haar echtgenoot begraven op de begraafplaats St. Geneviève des Bois te Essone, buiten Parijs.